# عبد القادر زرار
 عبد القادر زرار  (1934 الجزائر) هو لاعب كرة قدم جزائري. · 

## روابط خارجية
- عبد القادر زرار على موقع قاعدة بيانات كرة القدم.إي يو (الإنجليزية)